# Gilles Lipovetsky
Gilles Lipovetsky (Millau, 24 settembre 1944) è un filosofo, scrittore e sociologo francese, professore all'Università di Grenoble.

## Biografia
Lipovetsky è nato a Millau nel 1944. Ha studiato filosofia all'università di Parigi Sorbonne, e partecipato alla contestazione giovanile del 1968 a Parigi, per cambiare il modello educativo francese. Tuttavia critica il modello che ne è venuto fuori, in quanto produttore di individui alienati con personalità fragili e soggette a disordini emozionali, a causa dell'edonismo e della gratificazione immediata.
Ha iniziato la propria carriera accademica tenendo lezioni con la sua alma mater. Con il successo del proprio primo libro, è divenuto molto conosciuto in molte parti del mondo e uno dei più importanti intellettuali francesi del tardo XX secolo.
Insieme all'incarico di ruolo, ha ricevuto due dottorati onorari dall'Università di Sherbrooke nel Québec (Canada) e dalla New Bulgarian University di Sofia, l'adesione al Conseil d'analyse de la société del governo francese, il cavalierato nella Legion d'Onore, l'adesione nel National Council of Programs ed è consulente nell'Association of Management Progress. Nel 2015, 2016, 2017, ha partecipato della giuria del Prix Versailles.

## Pensiero
Lipovetsky ha iniziato la sua carriera filosofica come un marxista, similmente a molti altri negli anni sessanta, affiliandosi al "Socialisme ou Barbarie" che chiedeva al mondo di non trasformarlo ma piuttosto di "ingerirlo". Tuttavia, da allora, la sua filosofia è cambiata significativamente, includendo l'accettazione del capitalismo come "l'unico modello economico legittimato". Quando gli fu chiesto riguardo a questo cambiamento nella propria linea rispetto al proprio inizio marxista, egli rispose "Solo gli idioti non cambiano mai idea".
L'opera di Lipovetsky si focalizza sul mondo moderno dal tardo XX secolo al presente. Egli ha diviso questo periodo di tempo in tre fasi: "Auto-critica marxista" (1965-1983), "Postmoderno" (1983-1991), e "Ipermoderno" dal 1991 a ora. Questa è iniziata con il suo libro del 1983, che dichiarava il mondo come postmoderno, caratterizzato da un individualismo estremo e dalla dissoluzione della politica basata sui partiti politici, tornando indietro a un forte senso del dovere sociale sul quale la democrazia e il socialismo dipendono. Tuttavia dalla fine degli anni Duemila, egli ha affermato che quel termine è ormai diventato obsoleto, e incapace di descrivere il mondo dal 1991. Egli ha dopo proposto "ipermoderno", simile a postmoderno, ma con un superlativo e irrefrenabile significato, che presta attenzione alle nuove tecnologie, i mercati e la cultura globale.
Dal proprio libro del 1983 che lo portò alla ribalta, Lipovetsky ha continuato a scrivere su argomenti come la modernità, la globalizzazione, il consumismo, la cultura moderna, i mercati, il femminismo, la moda, e i media, tutti aventi in comune il tema dell'individualismo. Egli definisce l'individualismo come il desiderio di rompere con la tradizione e il passato e di guardare verso il futuro e il proprio piacere. Nel 1987 ha scritto L'Empire de l'éphémère: la mode et son destin dans les sociétés modernes continuando l'argomentazione dell'opera del 1983 prestando attenzione alla moda come un riflesso dell'individualismo e dell'iperconsumismo. Egli indica anche il desiderio di essere giovani per sempre e che solo l'essere qui-e-ora esiste. Nel 1992 ha pubblicato Le Crépuscule du devoir. In quest'opera egli sostiene che la visione di un mondo secolare ebbe inizio con la rivolta di Martin Lutero contro la Chiesa Cattolica, e si sviluppò con il pensiero di filosofi come Cartesio e Kant, e che conduce all'idea che l'unico scopo di Dio è di definire e proteggere i diritti individuali. In La Troisième femme del 1997, egli discute l'idea che il movimento della liberazione delle donne sia fortemente connesso all'iperconsumismo in quanto le donne sono i principali clienti di beni di lusso. In Métamorphoses de la culture libérale – Éthique, médias, entreprise del 2002, egli esamina i paradossi delle democrazie ipermoderne, ponendo l'enfasi sia sull'individuo e la collettività (sulla regionalizzazione contro la globalizzazione), sia su una società che è sia aperta che chiusa, concludendo che queste questioni sono interdipendenti. Il libro del 2003 Le luxe éternel esamina il concetto del lusso lungo la storia dell'uomo. Le bonheur paradoxal. Essai sur la société d'hyperconsommation del 2006 esamina la moltiplicazione e globalizzazione dei maggiori brand e la connessione fra la moda e il lusso che è la base dell'iperconsumismo. In La société de déception (2006) egli analizza il concetto del disappunto che segue il lavoro di Jacques Lacan, per cui il desiderio crea un vuoto e non può mai essere riempito. In L'écran global. Culture-médias et cinéma à l'âge hypermoderne (2007) egli analizza una "seconda rivoluzione moderna" dichiarando la fine del postmodernismo, discutendo il fatto che i paradossi si stanno moltiplicando a causa della complessità della vita moderna. Il suo libro del 2013, L'esthétisation du monde: vivre à l'âge du capitalisme artiste si focalizza sul capitalismo e la propria relazione con l'arte, specialmente il cinema.
Lipovetsky ha fatto considerazioni provocanti sulla vita moderna e sugli elementi a essa relativi, che sono spesso state considerate bizzarre rispetto alle tendenze intellettuali degli ultimi decenni. Egli ha paragonato la moda alla democrazia come instabile, effimera e superficiale, ma considera essa come qualcosa di positivo e più praticabile piuttosto che una più interdipendente società. Egli considera l'attenzione della vita moderna è rivolta al nuovo, che presto diviene vecchio e cerchiamo qualcosa di diverso, e ciò porta alla sua nozione di "iper" in quanto il bisogno del nuovo diventa più rapido nell'era di Internet e dei social media, che buttano giù le istituzioni tradizionali come la nazione e la famiglia.  Anche la "cultura" soccombe, secondo lui, in quanto le persone vanno ai musei più per turismo che per educazione. Il bisogno del nuovo stimola l'iperconsumismo, con le persone che cercano di tenersi in linea con le tendenze, e creando frustrazione presso i più poveri che non possono farlo. Tuttavia, egli fa una distinzione fra l'iperconsumismo e il consumismo. Non critica il secondo, in quanto ha avuto come effetto positivo l'elevazione degli standard di vita. Egli crede che il consumo dovrebbe essere un mezzo per un fine, non qualcosa di fine a se stesso, e crede che l'interesse per l'ecologia non è incompatibile con il capitalismo.
Lipovetsky non ha un ben definito stile di presentazione, variando fra diverse tecniche di discussione, in modo simile a quanto fanno psicologici o sociologi, o a certa filosofia contemporanea. La sua metodologia varia e spesso ha a che fare con paradossi. Il suo approccio ai problemi appare carente da un punto di vista epistemologico. Sebbene egli non scriva opere di narrativa, nei suoi scritti c'è anche una forte influenza proveniente dalla letteratura francese.

## Opere
- L'ère du vide: Essais sur l'individualisme contemporain, Gallimard, 1983
- L'Empire de l'éphémère: la mode et son destin dans les sociétés modernes, Gallimard, 1987
- Le Crépuscule du devoir, Gallimard, 1992
- La Troisième femme, Gallimard, 1997
- Métamorphoses de la culture libérale – Éthique, médias, entreprise, Montréal, Édition Liber, 2002
- Le luxe éternel (con Elyette Roux), éditions Gallimard, 2003
- Les temps hypermodernes, éditions Grasset, 2004
- Le bonheur paradoxal. Essai sur la société d'hyperconsommation, éditions Gallimard, 2006
- La société de déception, éditions Textuel, 2006
- L'écran global. Culture-médias et cinéma à l'âge hypermoderne (con Jean Serroy), Seuil, 2007
- La Culture-monde. Réponse à une société désorientée, Paris, Odile Jacob, 2008 (con Jean Serroy)
- L'Occident mondialisé: Controverse sur la culture planétaire, Paris, Grasset, 2010 (con Hervé Juvin)